# 폴커 체르베
폴커 체르베(독일어: Volker Zerbe, 1968년 6월 30일~)는 독일의 핸드볼 선수, 지도자로 포지션은 라이트백이다. 현역 시절 핸드볼 분데스리가의 TBV 렘고 소속으로 뛰었다. 또한 독일 핸드볼 국가대표팀의 일원으로 올림픽에 4회 참가하여 2004년 하계 올림픽에서 은메달을 획득했다.

## 개인사
조카인 루카스 체르베도 핸드볼 선수이다.